# Cicadinae

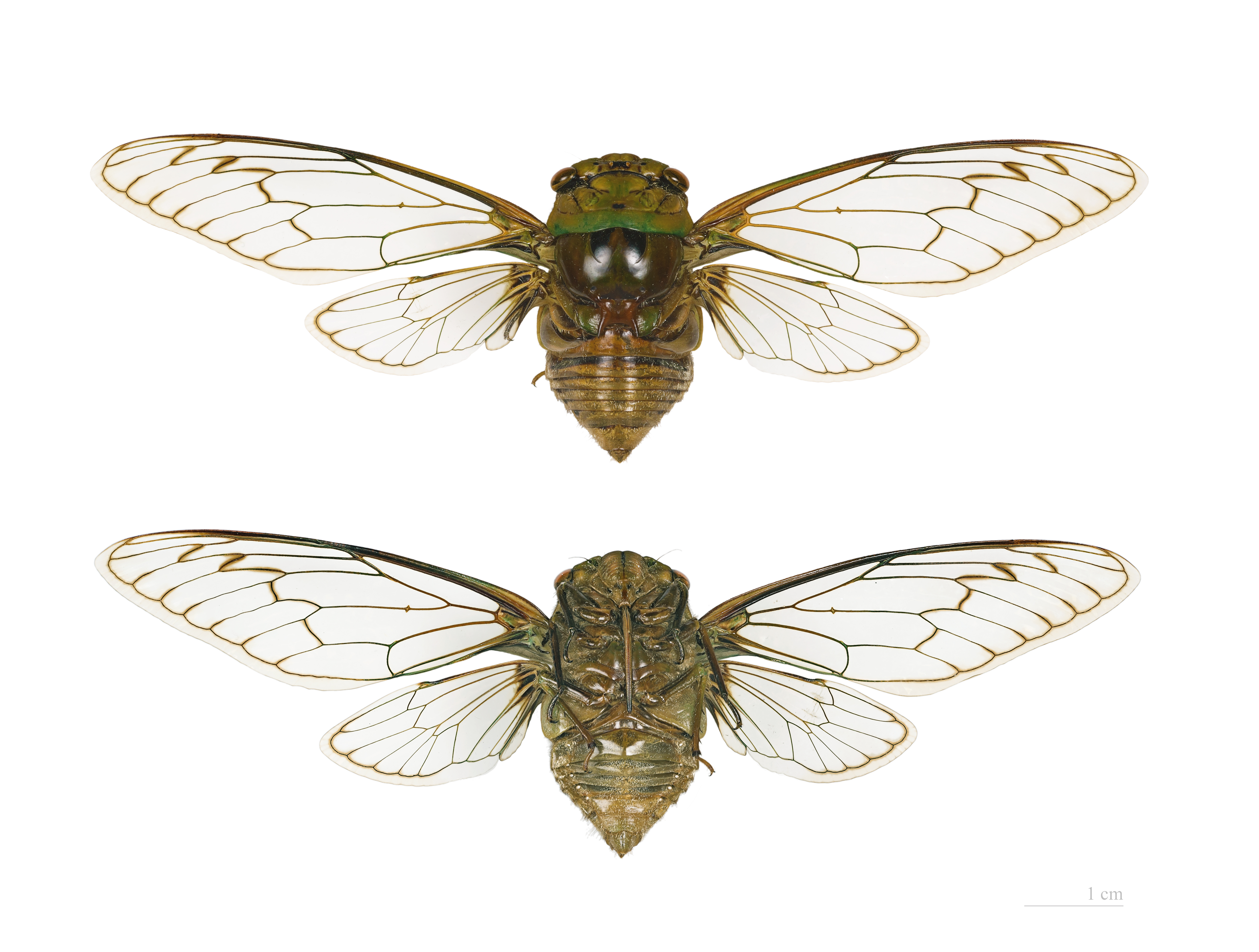
Fidicina mannifera

Cicadinae (лат.) — подсемейство певчих цикад из семейства Cicadidae.

## Описание
Заднеспинка полностью скрыта по средней линии спины. Частично сливаются жилки переднего крыла CuP и 1A. Жилки заднего крыла RP и M сливаются в основании. Оперкула самца не сильно S-образная и не с глубоко вогнутыми боковыми краями. Тимбальные оболочки брюшка присутствуют у большинства родов. Пигофер с хорошо развитым дистальным плечом, часто является наиболее дистальной частью пигофера и либо широким и округлым, либо дистально расширенным в заостренную лопасть; верхняя доля пигофера либо отсутствует, либо присутствует. Ункус умеренной длины, выдвигающийся внутри пигофера. Эдеагус без вентробазального кармана.

## Систематика
В 2018 году проведена ревизия подсемейств и триб певчих цикад, включая выделение 10 новых триб. Триба Sinosenini перенесена из Cicadinae в Cicadettinae, триба Cicadatrini перенесена из Cicadinae в Cicadettinae, а трибы Ydiellini и Tettigomyiini перенесены в подсемейство Tettigomyiinae (восстановленное из Cicadettinae).
- Arenopsaltriini Moulds, 2018
- Burbungini Moulds, 2005
- Cicadini Latreille, 1802 (Цикада ясеневая)
- Cicadmalleuini Boulard & Puissant, 2013
- Cosmopsaltriini Kato, 1932
- Cryptotympanini Handlirsch, 1925 (Цикада обыкновенная, Psaltoda)
- Cyclochilini Distant, 1904
- Distantadini Orian, 1963
- Dundubiini Atkinson, 1886 (Megapomponia imperatoria, Platylomia kohimaensis)
- Durangonini Moulds & Marshall, 2018
- Fidicinini Distant, 1905
- Gaeanini Distant 1905
- Jassopsaltriini Moulds, 2005
- Lahugadini Distant 1905
- Leptopsaltriini Moulton, J.C., 1923 (Tanna japonensis)
- Macrotristriini Moulds, 2018
- Oncotympanini Ishihara, 1961
- Orapini Boulard, 1985
- Platypleurini Schmidt, 1918 (Platypleura)
- Plautillini Distant, 1905
- Polyneurini Amyot & Audinet-Serville, 1843
- Psaltodini Moulds, 2018
- Psithyristriini Distant, 1905
- Sinosenini Boulard, 1975
- Sonatini Lee 2010
- Talcopsaltriini Moulds, 2008
- Tamasini Moulds, 2005
- Thophini Distant, 1904 (Thopha saccata)
- Tosenini Amyot & Serville, 1843
- Zammarini Distant, 1905